# Romàixkino (Udmúrtia)
|  | Per a altres significats, vegeu «Romàixkino». |

Romàixkino (en rus: Ромашкино) és un poble d'Udmúrtia, a Rússia, el 2008 tenia 138 habitants. Pertany al raion d'Alnaixi.